# Marek Koźmiński
Marek Jan Koźmiński, född den 7 februari 1971 i Krakow, Polen, är en polsk fotbollsspelare.
Koźmiński tog OS-silver i fotbollsturneringen vid de olympiska sommarspelen 1992 i Barcelona. 